# Битка при Термопилите (279 пр.н.е.)
Вижте пояснителната страница за други значения на Битка при Термопилите.
Битката при Термопилите (на английски: The battle of Thermopylae; Termopili) се провежда през 279 пр.н.е. по време на голямото Келтско нашествие на Балканите при Термопилите в Тесалия и Локрида.
При тази битка съюзените гръцки градове спират нашествието на келтите (гали и други племена), водени от Брен през 3 век пр.н.е. Гръцкият съюз е между Етолия, Беотия, Атина, Фокия и други гърци северно от Коринт с командири Антигон, Антиох и Калип.

## Ход на битката
Гърците си правят лагер на теснината Термопили. При първото нападение Брен, който има 85 000 войници, претърпява големи загуби и затова изпраща Акихорий в Етолия. Както очаква Брен, войската на етолийците се отдръпва, за да защитава родните си места от Акихорий.
Етолийците използват за борбите също стари и жени. След като разбират, че келтите са опасни само в близка битка, те използват тактиката Tirailleure (Plänkler; Skirmisher). Според Павзаний половината келти са избити в Етолия. Брен успява да заобиколи Термопилите, а гърците бягат през морето.